# Tour de Romandie 2005
Le Tour de Romandie 2005, inscrit au calendrier de l'UCI ProTour 2005, a eu lieu du 26 avril au 1er mai 2005. Santiago Botero vainqueur du contre-la-montre final, remporte cette édition.

## Parcours et résultats
| Étape     | Date     | Villes étapes                    | Distance | Vainqueur d'étape   | Leader du classement général |
| Prologue  | 26 avril | Genève (clm)                     | 3,4      | Óscar Pereiro       | Óscar Pereiro                |
| 1re étape | 27 avril | Avenches - Avenches              | 166,9    | Alessandro Petacchi | Óscar Pereiro                |
| 2e étape  | 28 avril | Fleurier - Fleurier              | 171,9    | Alessandro Petacchi | Alessandro Petacchi          |
| 3e étape  | 29 avril | Aigle - Anzère                   | 146,5    | Damiano Cunego      | Santiago Botero              |
| 4e étape  | 30 avril | Châtel-Saint-Denis - Les Paccots | 146,9    | Alberto Contador    | Damiano Cunego               |
| 5e étape  | 1er mai  | Lausanne (clm)                   | 20,4     | Santiago Botero     | Santiago Botero              |

## Classement final
| #  | Coureur          | Équipe            | Temps               |
| 1  | Santiago Botero  | Phonak            | en 15 h 58 min 02 s |
| 2  | Damiano Cunego   | Lampre-Caffita    | + 33 s              |
| 3  | Denis Menchov    | Rabobank          | + 1 min 18 s        |
| 4  | Alberto Contador | Liberty Seguros   | + 1 min 22 s        |
| 5  | Marco Fertonani  | Domina Vacanze    | + 1 min 40 s        |
| 6  | Alexandre Moos   | Phonak            | + 2 min 02 s        |
| 7  | Óscar Pereiro    | Phonak            | + 2 min 29 s        |
| 8  | Manuel Beltrán   | Discovery Channel | + 2 min 31 s        |
| 9  | Daniel Atienza   | Cofidis           | + 2 min 34 s        |
| 10 | Tadej Valjavec   | Phonak            | + 2 min 57 s        |

## Résultats des étapes

### Prologue
|   | Cycliste         | Équipe            | Temps      |
| - | ---------------- | ----------------- | ---------- |
| 1 | Óscar Pereiro    | Phonak            | 4 min 28 s |
| 2 | Paolo Savoldelli | Discovery Channel | m.t.       |
| 3 | Stefano Garzelli | Liquigas          | + 3 s      |

### 1reétape
|   | Cycliste            | Équipe          | Temps           |
| - | ------------------- | --------------- | --------------- |
| 1 | Alessandro Petacchi | Fassa Bortolo   | 3 h 42 min 55 s |
| 2 | Tom Steels          | Davitamon-Lotto | m.t.            |
| 3 | André Korff         | T-Mobile        | m.t.            |

### 2eétape
|   | Cycliste            | Équipe         | Temps           |
| - | ------------------- | -------------- | --------------- |
| 1 | Alessandro Petacchi | Fassa Bortolo  | 4 h 17 min 13 s |
| 2 | Daniele Colli       | Liquigas       | m.t.            |
| 3 | Mirco Lorenzetto    | Domina Vacanze | m.t.            |

### 3eétape
|   | Cycliste        | Équipe         | Temps           |
| - | --------------- | -------------- | --------------- |
| 1 | Damiano Cunego  | Lampre-Caffita | 3 h 45 min 49 s |
| 2 | Denis Menchov   | Rabobank       | m.t.            |
| 3 | Santiago Botero | Phonak         | + 4 s           |

### 4eétape
|   | Cycliste         | Équipe               | Temps           |
| - | ---------------- | -------------------- | --------------- |
| 1 | Alberto Contador | Liberty Seguros      | 3 h 40 min 48 s |
| 2 | Leonardo Piepoli | Saunier Duval-Prodir | + 4 s           |
| 3 | Damiano Cunego   | Lampre-Caffita       | + 11 s          |

### 5eétape
|   | Cycliste        | Équipe                | Temps       |
| - | --------------- | --------------------- | ----------- |
| 1 | Santiago Botero | Phonak                | 26 min 29 s |
| 2 | Bradley McGee   | La Française des jeux | + 25 s      |
| 3 | Óscar Pereiro   | Phonak                | + 35 s      |